# Ferenc Ilyés
Ferenc Ilyés [ˈfɛrɛnʦ ˈijeːʃ] (* 20. Dezember 1981 in Odorheiu Secuiesc, Rumänien) ist ein ehemaliger ungarisch-rumänischer Handballspieler szeklerischer Abstammung. Er ist 1,98 Meter groß. Ilyés wurde meistens im linken Rückraum eingesetzt.
Ferenc Ilyés begann in seiner siebenbürgischen Heimatstadt mit dem Handballspiel. Dort wurde er von Talentspähern des ungarischen Spitzenklubs Pick Szeged entdeckt und nach Ungarn geholt.
2000 debütierte er erstmals in der ersten Mannschaft von Szeged, konnte sich aber zunächst nicht durchsetzen. Daraufhin wurde er in der Winterpause der Saison 2001/02 für ein halbes Jahr an Makó KC ausgeliehen. Nach seiner Rückkehr schaffte Ilyés nun den Durchbruch und entwickelte sich in den folgenden Jahren zum Leistungsträger seines Teams. Ende 2003 nahm er die ungarische Staatsbürgerschaft an und debütierte im ungarischen Nationalteam. Während seiner Zeit in Szeged gewann er 2006 den ungarischen Pokal und 2007 die ungarische Meisterschaft. 2007 entschloss er sich – wie viele Spieler von Szeged zuvor – zum Rivalen und Rekordmeister MKB Veszprém zu wechseln. 2008 gewann er mit Veszprém den Europapokal der Pokalsieger und die ungarische Meisterschaft. Ab der Saison 2009/2010 spielte Ilyés in der Handball-Bundesliga für den TBV Lemgo. Dort gewann er 2010 den EHF-Pokal. Im Sommer 2011 kehrte er nach Veszprém zurück. Ein Jahr später wechselte Ilyés zum polnischen Erstligisten Wisła Płock. Ab der Saison 2013/14 lief er wieder für Pick Szeged auf, mit dem er 2014 den EHF Europa Pokal gewann. Im Sommer 2016 schloss er sich Tatabánya KC an.
Ferenc Ilyés hat 219 Länderspiele für die ungarische Männer-Handballnationalmannschaft bestritten. Mit Ungarn wurde er bei der Handball-Europameisterschaft 2004 Neunter und bei den Olympischen Spielen 2004 in Athen Vierter. Mit Ungarn nahm er auch an der Handball-Weltmeisterschaft der Herren 2007 in Deutschland teil, belegte aber nur den 9. Platz. Im Sommer 2012 nahm er erneut an den Olympischen Spielen in London teil und wurde Vierter.

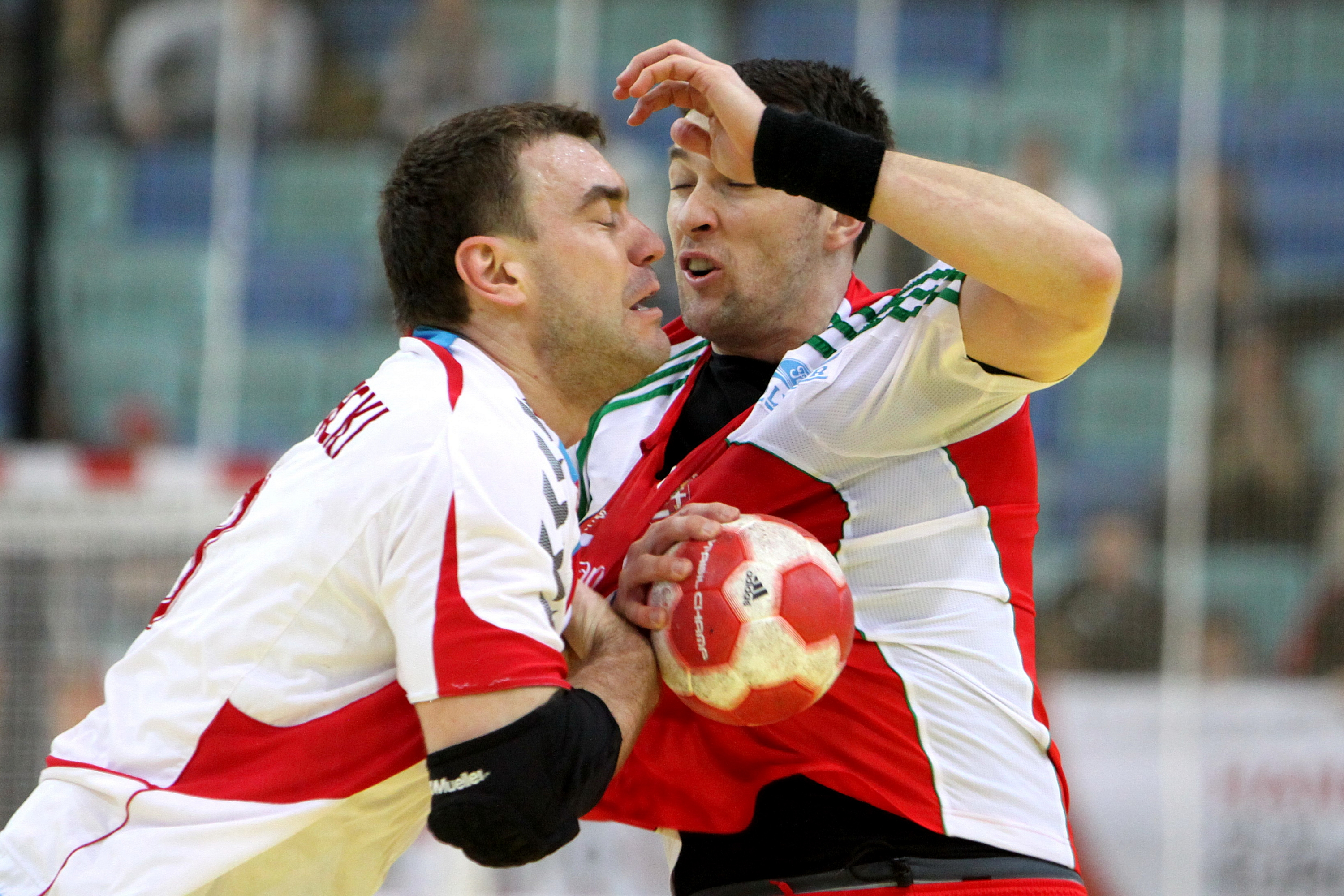
Ferenc Ilyés wird vom Polen Bartosz Jurecki unsanft am Wurf gehindert
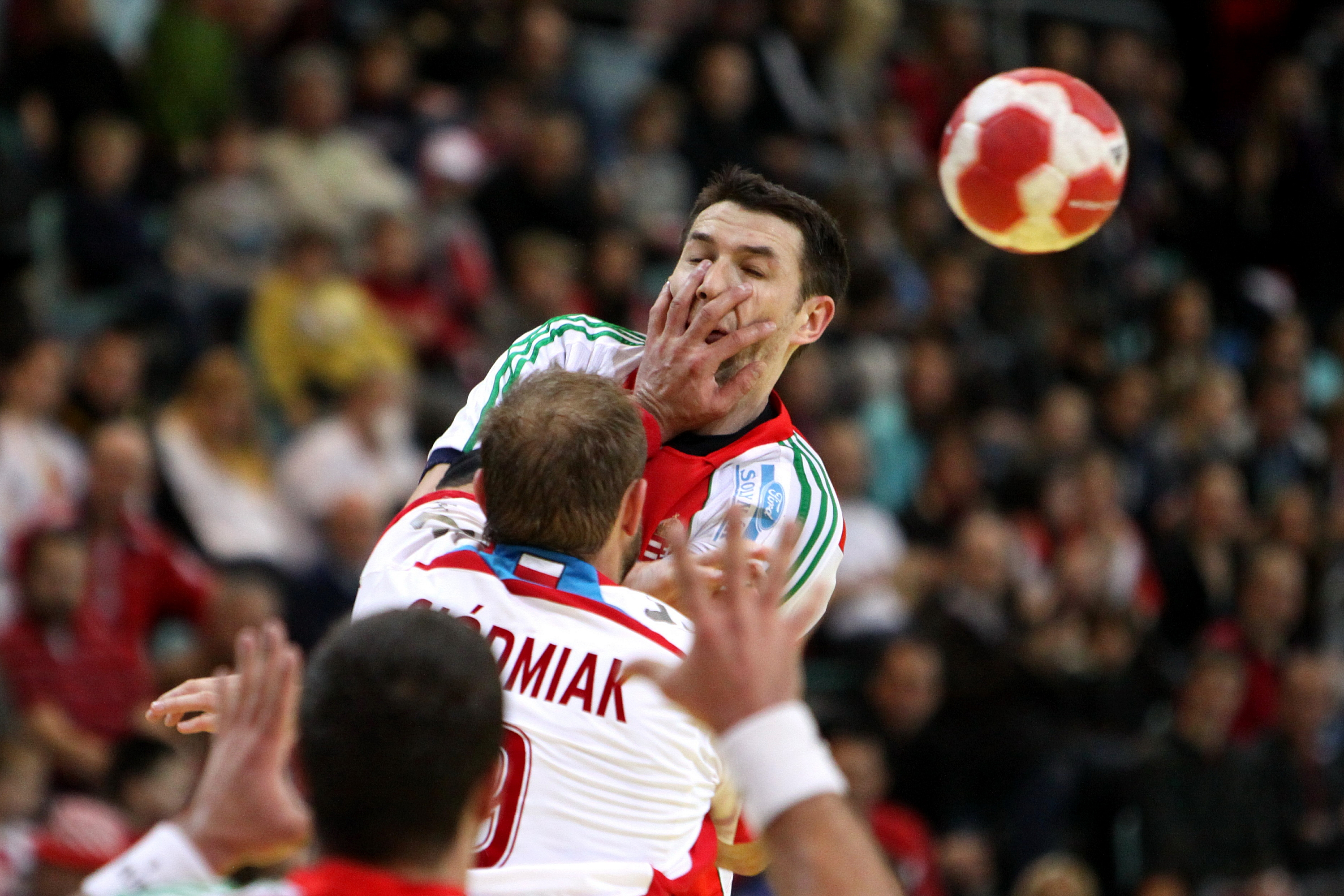
Ferenc Ilyés geblockt vom Polen Artur Siódmiak (8. Januar 2010)